# Benjamin Liepman Prins

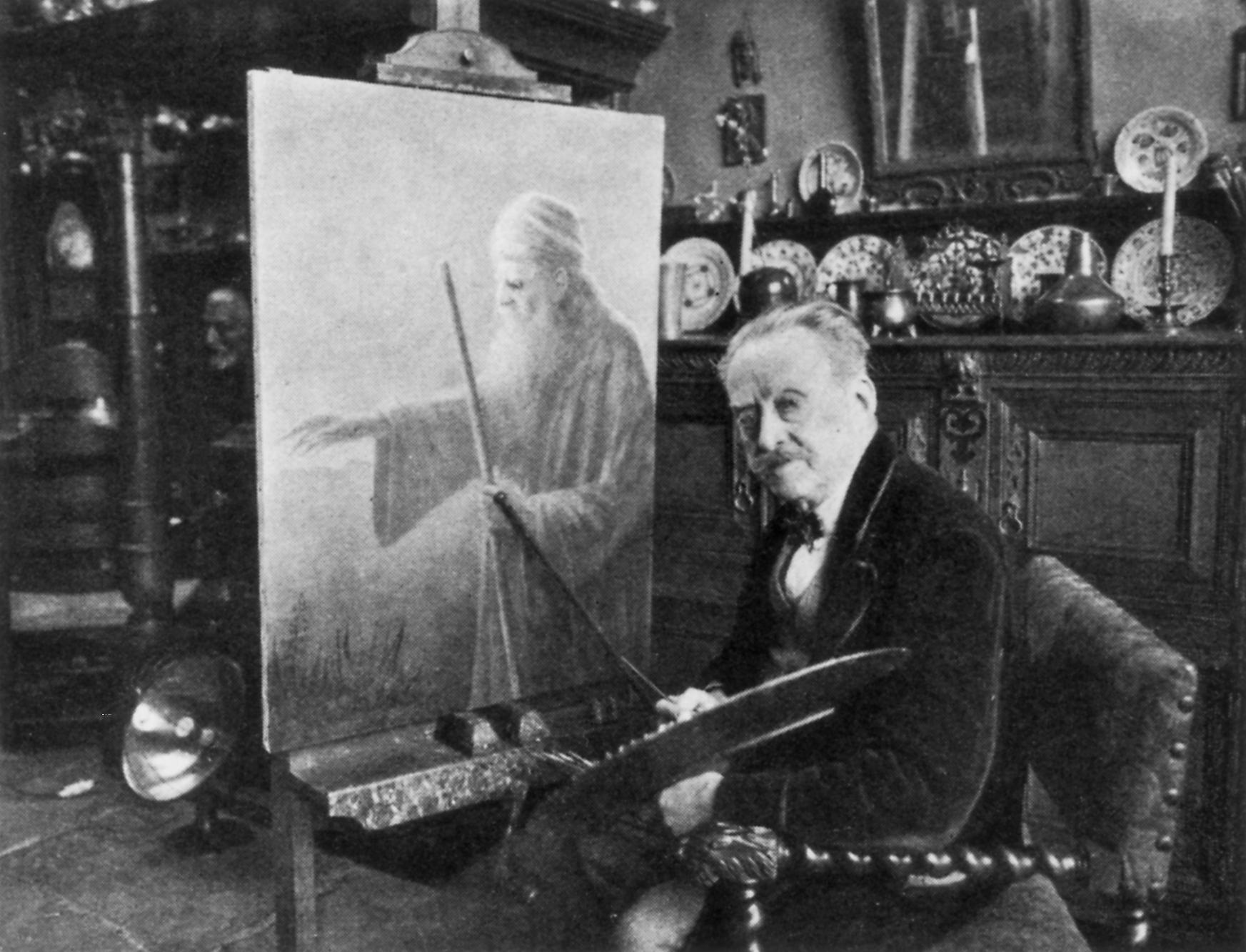
Benjamin Liepman Prins in seinem Atelier, 1934

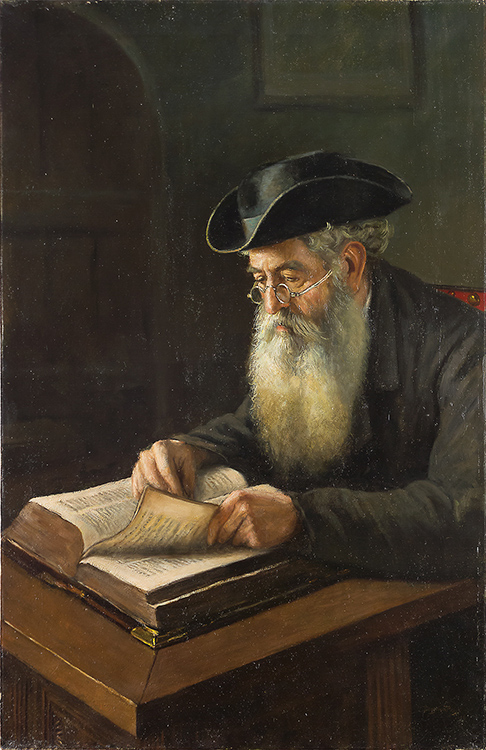
Der niederländische Rabbiner

Benjamin Liepman Prins (* 20. Januar 1860 in Arnhem; † 4. Oktober 1934 in Amsterdam) war ein niederländischer Genre- und Porträtmaler jüdischer Abstammung.
Prins war das dritte von sechs Kindern des orthodoxen jüdischen Teppichhändlers Eliezer Liepman Philip Prins (1835–1915) und seiner Frau Henrietta Prins-Jacobson (1836–1885). 
Prins studierte von 1877 bis 1882 an der Rijksakademie van beeldende kunsten in Amsterdam bei August Allebé. Von 1882 bis 1884 studierte er weiter an der Königlichen Akademie der bildenden Künste in Antwerpen bei Charles Verlat. Anschließend arbeitete und studierte er in Paris im Atelier von Fernand Cormon bis 1888.
Prins ließ sich schließlich in Amsterdam nieder, wo er ein Studio eröffnete. Mit seiner Familie, die 1885 nach Frankfurt am Main zog, lernte er Rosa Benari kennen, die Tochter des deutschen Malers Moritz Daniel Oppenheim, die er später heiratete und zwei Kinder hatte. Er war mit Max Liebermann befreundet.
Prins war vor allem als Genremaler und Porträtist bekannt. Oft suchte er seine Themen innerhalb der jüdischen Gemeinde, von der er auch die meisten Aufträge erhielt. Er malte auch regelmäßig biblische Szenen. In einem späteren Alter machte er eine große Anzahl von Stillleben. Er arbeitete auch oft in Nordbrabant, in Geldrop. 
Zu Beginn des 20. Jahrhunderts war Prins ein bekannter Künstler. Er stellte in London, Mailand, Vilnius, Antwerpen und Rotterdam aus. 1904 kaufte die Königin Wilhelmina sein Gemälde „Alter Seemann“.
Prins war Mitglied der Künstlervereinigung „Sint Lucas“ und einige Zeit Vorsitzender von „Arti et Amicitiae“ in Amsterdam. Einige seiner Werke befinden sich im Besitz des Jüdischen Museums in Amsterdam.